# Mauro Giuliani
Mauro Giuliani (ur. 27 lipca 1781 w Bisceglie, zm. 8 maja 1829 w Neapolu) – włoski kompozytor i wirtuoz gitary.

## Życiorys
Mauro Giuliani był jednym z największych przedstawicieli okresu klasycznego gitary. W młodości studiował grę na gitarze, wiolonczeli i flecie, jednak z czasem poświęcił się wyłącznie gitarze. W wieku lat osiemnastu zaczął koncertować, po sukcesie na estradach Włoch i Francji przybył w 1807 do Wiednia, gdzie działał jako pedagog, kompozytor i wirtuoz. Do jego uczniów należeli m.in. także Polacy: Feliks Horecki i Jan Nepomucen Bobrowicz. W 1819 wrócił do Włoch, gdzie występował z Rossinim i Paganinim. Ostatnie lata spędził w Neapolu, korzystając z opieki władców Królestwa Obojga Sycylii. Jako wirtuoz należał do najlepszych gitarzystów europejskich; jego pełna temperamentu gra wywoływała podziw i zachwyt słuchaczy.

## Najważniejsze utwory
- Koncert na gitarę i orkiestrę smyczkową A-dur, op. 30 (1808) - najbardziej znany utwór kompozytora, cieszący się olbrzymią popularnością wśród melomanów
- 6 Rossiniane, opp. 119-124 (1820-1828) - seria fantazji na gitarę solo
- Jego znanym utworem jest również etiuda nr 7 w tonacji G-dur